# Dominique de Roux
Pour les articles homonymes, voir Roux.
 (janvier 2017).
Dominique de Roux (Boulogne-Billancourt, 17 septembre 1935 - Suresnes, 29 mars 1977) est un écrivain et éditeur français.

## Biographie
Né dans une famille de la noblesse languedocienne proche des milieux monarchistes (son grand-père, Marie de Roux, historien, a été l'avocat de Charles Maurras et de l'Action française) – tout en demeurant toujours profondément attaché à son terroir charentais –, Dominique de Roux manifesta néanmoins une indépendance précoce, liée à sa volonté de se consacrer à la littérature.
Il interrompt ses études en Première et, à la fin des années 1950, fait plusieurs stages linguistiques et périodes de travail en Allemagne, en Espagne et en Angleterre. À son retour, il fonde avec plusieurs amis (dont son frère Xavier de Roux, sa sœur Marie-Hélène de Roux ou Georges Londeix) le bulletin ronéotypé L'Herne, où il publie notamment ses « Confidences à Guillaume », chroniques d'un cynisme lyrique adressées à son géranium. À la même époque, il effectue son service militaire en France dans une base aérienne. Il épouse en 1960 Jacqueline Brusset, fille du député gaulliste Max Brusset, qui participera très activement à l'aventure de L'Herne, et dont il aura un fils en 1963, Pierre-Guillaume de Roux, éditeur.
En 1960, il publie son premier roman, Mademoiselle Anicet, et refonde en 1961 sa revue sous la forme définitive qui sera celle des Cahiers de l'Herne, une collection de monographies librement consacrées à des figures méconnues ou maudites de la littérature, comprenant des articles, des documents et des textes inédits. Après des volumes consacrés à René-Guy Cadou (1961) et Georges Bernanos (1962), ce sont surtout les cahiers concernant Borges, Louis-Ferdinand Céline, Ezra Pound, Witold Gombrowicz et Pierre Jean Jouve, qu'il dirige personnellement, ainsi que ceux consacrés, toujours à son initiative, à Burroughs-Pélieu-Kaufman, Henri Michaux, Ungaretti, Louis Massignon, Lewis Carroll, H. P. Lovecraft, Alexandre Soljenitsyne, Julien Gracq, Dostoïevski, Karl Kraus, Gustav Meyrink, Thomas Mann, Edgar Poe, Jules Verne, Arthur Koestler, Charles Péguy et Raymond Abellio, qui imposent L'Herne sur la scène littéraire française. Dès 1963, L'Herne ajoute à ses activités l'édition proprement dite.
En 1966, la parution de son essai La Mort de L.-F. Céline inaugure la maison qu'il fonde la même année avec Christian Bourgois, sous le nom de ce dernier et codirige jusqu'à la fin de l'année 1972. En 1968, il prend la direction de la collection de poche 10/18 avec Christian Bourgois puis la quitte à la fin de l'année 1972. À trente ans à peine, il compte parmi les personnalités en vue de la littérature française, omniprésent et âpre à la polémique, notamment contre le groupe Tel Quel.
Son écoute des poètes et écrivains de la beat generation (en particulier Claude Pélieu, Allen Ginsberg et Bob Kaufman) et surtout sa rencontre avec Witold Gombrowicz, à qui il consacre également un essai et un livre d'entretiens, lui révèlent pourtant la possibilité d'un retrait par rapport à l'agitation parisienne. Deux événements décisifs et traumatisants le décident à partir : la présentation, dans Italiques du 3 février 1972, de son recueil d'aphorismes Immédiatement (1971) critiqué par Roland Barthes (traité de « bergère ») et de Maurice Genevoix (présenté comme un « écrivain pour mulots ») et le début de la prise de contrôle des éditions de l'Herne par Constantin Tacou à la faveur de manœuvres financières à la fin de l'année 1973. Ce dernier n'en prendra véritablement la direction qu'en 1976.
Dominique de Roux commence alors une vie d'errance et se réfugie à Lisbonne, puis à Genève. C'est dans ces conditions qu'il animera sa nouvelle revue Exil et lancera ses nouveaux cahiers, les Dossiers H, qui deviendront, après sa mort, une collection dirigée par Jacqueline de Roux aux Éditions L'Âge d'Homme. Il publie plusieurs pamphlets et consacre beaucoup d'énergie au journalisme écrit et télévisuel, notamment comme correspondant et envoyé spécial dans le monde portugais au bord de l'implosion et en proie à la guerre dans ses colonies (Guinée-Bissau, Angola, Mozambique).
De Roux tisse ainsi des réseaux actifs dans le milieu lusophone, d'abord parce qu'il était proche du Service de documentation extérieure et de contre-espionnage (SDECE) et, ensuite, en raison de son adhésion à un certain « transcendentalisme politique » inspiré par la lecture de Raymond Abellio avec qui ses rapports anciens s'intensifient à cette époque. Ceci s'incarne dans son utopie d'une « Internationale gaulliste » ainsi que dans son idée que le Portugal représente l'hypothèse d'une civilisation universelle, comme pour les millénaristes sébastianistes.
En avril 1974, au moment de la Révolution des Œillets, il est le seul journaliste français présent à Lisbonne, et probablement l'un des étrangers ayant l'accès le plus direct au général Spínola. Il consacre ensuite plusieurs années à seconder l'opposant angolais Jonas Savimbi auprès de la presse internationale et des chancelleries, de même que dans la conduite de sa guérilla. Il est alors proche du « dernier des grands reporters », comme on le nommait, Paul Ribeaud d'Ortoli, alors lui-même grand reporter à Paris Match. Cette contribution majeure à l'histoire de son temps – qui l'a parfois fait comparer à son ami Malraux – donne également l'impulsion à ses dernières œuvres, Le Cinquième Empire, qui paraît quinze jours avant sa mort subite, à 41 ans, d'une crise cardiaque liée au syndrome de Marfan, et les posthumes La Jeune Fille au ballon rouge et Le Livre nègre.

## Œuvres

### Romans
- Mademoiselle Anicet, Julliard, 1960 ; rééd. Le Rocher, 1998
- L'Harmonika-Zug, La Table Ronde, 1963 ; rééd. Folio-Gallimard, 1983
- Maison jaune, Christian Bourgois, 1969, réédition 1989
- Le Cinquième empire, Belfond, 1977 ; rééd. Le Rocher, 1997; rééd. Le Rocher, coll. Motifs, 2007
- La Jeune Fille au ballon rouge, Christian Bourgois, 1978 ; rééd. Le Rocher, 2001
- Le Livre nègre, Le Rocher, 1997

### Poésie
- Le Gravier des vies perdues, Lettera Amorosa, 1974 ; rééd. Le Temps qu'il fait, 1985

### Essais
- La Mort de L.-F. Céline, Paris, Christian Bourgois, 1966, réédition collection « Petite Vermillon », La Table ronde, 1994 et 2007
- L'Écriture de Charles de Gaulle, Éditions universitaires, 1967 ; rééd. Le Rocher, 1994
- L'Ouverture de la chasse, L'Âge d'homme, 1968 ; rééd. Le Rocher, 2005
- Contre Servan-Schreiber, Balland, 1970
- Gombrowicz, 10/18, 1971 ; rééd. Bourgois, 1996
- Immédiatement, Bourgois, 1972 ; rééd. La Table ronde, 1995 et 2009
- Ne traversez pas le Zambèze, La Proue, 1973
- La France de Jean Yanne, Calmann-Lévy, 1974 ; rééd. Editions Pierre-Guillaume de Roux, 2015 (préface de Richard Millet)
- Gamal Abdel Nasser (1972), L'Âge d'homme, 2000

### Autres
- Lettres à Georges Londeix, 1958-1975, Le Rocher, 1997
- Il faut partir : Correspondances inédites (1953-1977), Fayard, 2007